# イン&アウト
『イン&アウト』（In & Out）は、1997年制作のアメリカのコメディ映画。教え子の有名俳優によってゲイであるとテレビで言われた教師と、その周囲の人々の悲喜劇を描く。1994年の第66回アカデミー賞授賞式におけるトム・ハンクスのスピーチを基にしたフィクション。ジョーン・キューザックがアカデミー助演女優賞にノミネートされた他、多数の映画賞を受賞。第11回東京国際映画祭特別招待作品。

## ストーリー
インディアナ州の小さな町グリーンリーフに暮らすハワード・ブラケット（ケヴィン・クライン）は、誰からも好かれる高校教師。もうすぐ卒業する教え子の大学受験の結果も順調で、プライヴェートでは同僚のエミリー（ジョーン・キューザック）との結婚を数日後に控えている。エミリーは結婚式のために厳しいダイエットに成功し、ハワードの母親バーニス（デビー・レイノルズ）とともに結婚式を心待ちにしている。
ハワードのかつての教え子であるキャメロン・ドレイク（マット・ディロン）は、卒業後に有名俳優となり、ゲイの兵士を演じた映画でアカデミー賞の主演男優賞にノミネートされている。グリーンリーフでは地元出身の俳優の躍進に皆が注目しており、ハワードも結婚式のリハーサル・ディナーでキャメロンへの期待を語る。授賞式の夜、町中の人々がテレビで授賞のゆくえを見守るなか、キャメロンは主演男優賞を受賞する。受賞スピーチのなかで、実際のゲイの兵士たちの苦労に言及した後、キャメロンは恩師のハワードへの感謝を語り始め、最後に「そして彼はゲイです」と付け加える。テレビに見入っていた町中の人々が凍り付き、ハワードとエミリーもテレビの前で言葉を失う。隣にいたエミリーや、急いで家にやってきた両親らにゲイなのかと問い詰められ、ハワードはもちろん違うと否定する。
翌朝、いつものようにヴィレッジ・ピープルの『マッチョ・マン』のアラームで目を覚ましたハワードは、自転車で颯爽と高校に着いた後、建物の前で待ち構えていた大勢の報道人らに追い回される。生徒たちはハワードの反応に興味津々で、他の教師たちもハワードやエミリーに隠れて噂話をする。その晩、ひとりダイナーで食事をしていたハワードのもとに、有名キャスターのピーター・マロイ（トム・セレック）が現れる。逃げるようにその場を去ろうとするハワードに、ピーターは１週間は取材を続けると宣言する。その予告どおり、ピーターはハワードの顔なじみの床屋や郵便配達人、生徒たちなどに次々とインタビューをしていく。ハワードはバチェラー・パーティーで自分の男らしさを証明しようとするが、友人たちが用意したハワードのお気に入りは、どれもゲイ・アイコンであるバーブラ・ストライサンドのものばかり。
混乱がおさまらないハワードは教会の告解室を訪れ、神父（ジョゼフ・メイハー）にアドヴァイスを求める。エミリーと交際している３年間で一度も肉体関係がないと言うハワードに、神父は事情を察して動揺しながらも、いますぐ彼女を訪ねて結ばれるよう勧める。自宅でエクササイズをしていたエミリーを訪ねたハワードは、勢いでセックスを迫ろうとするが、エクササイズ・ヴィデオに映っていた半裸の男性を目にして取り乱し、うまくいかない。エミリーの家を出て、自転車で坂道を下っていたときにハワードは車にひかれかけ、車の中からキャスターのピーターが慌てて降りてくる。怒りをぶちまけるハワードに対して、ピーターは正直になったらどうかとアドヴァイスし、自分はゲイだと説明する。ピーターにバーブラ・ストライサンドについてのトリヴィアを問われて即答するハワードは、なおも自分はゲイではないと言い張るが、突然ピーターにキスされたことでさらに混乱する。ハワードは『男らしくなるために』というカセットテープを手に入れて自宅で聞くが、テープの声が指南する男らしさのポイントは、どれもハワードの好みとは相容れない。テープの最後に流れてきたゲイ・アンセムの『恋のサバイバル』の魅惑に抗えず、ついにハワードは腰を振って激しく踊り始める。
結婚式の日、シャツやタキシードの仕上げが気になり、ハワードは苛立っている。結婚の意志を問う司祭の言葉に、エミリーは「誓います」と答えるが、ハワードは無意識のうちに「私はゲイです」と答えてしまう。皆が絶句し、ハワードの母バーニスは場を取り繕おうとするが、ハワードは「私はゲイです」と繰り返す。エミリーは走って控室に逃げ込み、ハワードはその後を追う。説明を聞くほどにエミリーは怒りを募らせ、ハワードの顔面にパンチを喰らわせてから、ひとりウェディング・カーに乗って式場を去る。カメラマンとともに待機していたピーターは、ハワードのカミング・アウトを祝福し、「彼女の人生を台無しにした」と叫ぶハワードに「違う、彼女の人生を救ったんだ」と言う。ハワードは興奮するピーターにパンチを喰らわせ、式場から逃げ去る。テレビで騒動を知ったキャメロンは急いで荷物をまとめ、恋人のソーニャ（シャローム・ハーロウ）を連れてグリーンリーフへと向かう。
結婚式が台無しになったあと、タキシード姿のまま自宅でひとり呆然としていたハワードのところに、父のフランク（ウィルフォード・ブリムリー）がやってくる。ハワードはフランクに、高校を辞めさせられたことを告げる。ウェディング・ドレス姿のままバーを訪れたエミリーの隣にはピーターが現れる。自らを蔑むエミリーに対して、ピーターは「君は素敵な女性だ」と言う。ピーターに自分と寝ないかと誘うも「ゲイだからできない」と断られ、エミリーは叫びながら路上に飛び出す。急停車した車のボンネットにエミリーが身を投げ出して泣き崩れると、車からキャメロンが降りてくる。恨み言を言うエミリーにキャメロンは、教員実習時代のエミリーと一緒に読んだ『ロミオとジュリエット』が忘れられないと告白し、バーから漏れ聞こえてくる音楽に合わせて二人は路上でダンスを踊る。
卒業式の日、高校を辞めさせられたハワードは、卒業式に参列すべきか悩みながら、ひとり教室で佇んでいる。式が始まり、校長が祝辞を述べ始めたところで、ハワードがそっと壇上の席に着く。式に先立って最優秀教師の発表があり、誰もがハワードがふさわしいと思うなか、別の教師が受賞する。最優秀教師のスピーチが始まりかけたとき、キャメロンが現れて会場は騒然となる。なぜハワードが受賞しないのかと大声で尋ねるキャメロンに、校長や他の教師が「辞職により受賞の資格がない」と説明し、ハワードの解雇を知った会場の皆がざわつく。ゲイであることが教師としてふさわしくないと口を滑らせる校長や教師らに対し、キャメロンはわざと「ゲイが感染るからなのか」と問う。そんな問答を聞くうちに、ハワードの教え子の一人であるジャック（ショーン・ハトシー）がこらえ切れなくなり、自分もゲイであると叫ぶ。それをきっかけに、ハワードを慕う客席の人々が次々と立ち上がり、口々に自分もゲイだと叫び始める。受賞教員が最優秀教師は自分だと主張するが、壇上に上がったキャメロンがハワードにオスカー像を手渡し、会場はハワードへの喝采に包まれる。
教会の式場の控室で、蝶ネクタイを直すハワードに、正装したピーターが親しげに話し掛ける。ハワードの両親の結婚の誓いを更新する式で、町中の人々が祝福に訪れている。ダンスの場面でヴィレッジ・ピープルの『マッチョ・マン』が流れると、ハワードやピーターを中心に、町中の人々が陽気に踊りまわる。

## キャスト
※ 括弧内は日本語吹替
- ハワード・ブラケット - ケヴィン・クライン（大塚芳忠）
- エミリー・モンゴメリー - ジョーン・キューザック（小宮和枝）
- ピーター・マロイ - トム・セレック（土師孝也）
- キャメロン・ドレイク - マット・ディロン（堀内賢雄）
- バーニース・ブラケット - デビー・レイノルズ（久保田民絵）
- フランク・ブラケット - ウィルフォード・ブリムリー（長島雄一）
- トム・ハリウェル校長 - ボブ・ニューハート（西村知道）
- ジャック - ショーン・ハトシー（高木渉）
- マイク - ザック・オース（桜井敏治）
- メレディス - アレクサンドラ・ホールデン
- ヴィッキー - ローレン・アンブローズ
- 生徒 - クレア・クレイマー
- ソニア - シャローム・ハーロウ
- ウォルター・ブラケット - グレゴリー・ジェバラ
- エドワード・ケンロー - ルイス・J・スタッドレン（田原アルノ）
- アヴァ・ブレザー - デボラ・ラッシュ
- カール - ケヴィン・チャンバーリン（宝亀克寿）
- 軍の弁護士 - ダン・ヘダヤ（稲葉実）

カメオ出演
- ウーピー・ゴールドバーグ（小宮和枝）
- グレン・クローズ（塩田朋子）
- ジェイ・レノ（西村知道）

## 評価
レビュー・アグリゲーターのRotten Tomatoesでは52件のレビューで支持率は71%、平均点は6.80/10となった。Metacriticでは18件のレビューを基に加重平均値が70/100となった。

## 受賞・ノミネート
- ニューヨーク映画批評家協会賞 助演女優賞
- クリティクス・チョイス・ムービー・アワード 助演女優賞
- アカデミー助演女優賞　（ノミネート）
- ゴールデングローブ賞 映画部門 主演男優賞 (ミュージカル・コメディ部門)　（ノミネート）
- ゴールデングローブ賞 映画部門 助演女優賞　（ノミネート）
- MTVムービー・アワード キスシーン賞　（ノミネート）

## 挿入曲
- 「恋のサヴァイヴァル」 - ダイアナ・ロス
- 「Everything's Coming up Roses」 - エセル・マーマン
- 「Macho Man」 - ヴィレッジ・ピープル

ほか